# Эббингауз, Герман
Герман Эббингауз (Эббингхауз; нем. Hermann Ebbinghaus; 24 января 1850, Бармен, Рейнская провинция, Пруссия — 26 февраля 1909, Галле, Пруссия, Германская империя) — немецкий психолог-экспериментатор. Занимался изучением закономерности запоминания, для чего разработал метод бессмысленных слогов. Основной труд — монография «О памяти» (нем. Über das Gedächtnis). Автор «кривой забывания».

## Научная деятельность
Книга «О памяти» представляет собой первую, оригинальную по концепции и весьма плодотворную по результатам попытку применения экспериментальных методов исследования к изучению душевных явлений в собственном смысле. Автор ставит задачу выяснить условия механической памяти. С этой целью он производил опыты заучивания и воспроизведения материала, не заключавшего в себе никакой логической связи. Таким материалом он избрал бессмысленные ряды слогов. Чтобы слоги представляли одинаковые трудности для заучивания, все они были построены по одному и тому же типу. Каждый слог состоял из трёх букв: гласной и двух согласных. Гласная стояла в середине, а согласные по бокам (бар, вис, гет и т. д.). При соединении слогов соблюдалось следующее правило: слоги, стоящие рядом, не должны образовывать каких-либо понятных слов или фраз. В состав рядов входили новые слоги, пока не исчерпывался их запас (до 2300). Когда запас истощался, слоги перемешивались и из них образовывались новые ряды. Построенные таким образом ряды заучивались через повторное прочитывание их вслух. Читались слоги под определённый такт, с повышением голоса на известных слогах и с определённой скоростью, которая регулировалась сначала ударами метронома, а потом звуками карманных часов. Ряд слогов считался заученным, когда без запинки воспроизводился на память без ошибок. Чтобы знать, сколько повторений требуется для заучивания того или другого ряда слогов, Эббингауз пользовался ниткой шариков, наподобие монашеских чёток, передвигая эту нитку на один шарик после каждого повторения. По окончании опыта передвинутые шарики подсчитывались, и таким образом определялось число сделанных повторений. Эббингауз приступил к опытам лишь тогда, когда приобрёл посредством предварительного упражнения навык легко читать слоги и передвигать нитку с шариками установленным способом. Опыты проводились в течение двух лет, в 1879—1880 и 1883—1884 гг., причём опыты, принадлежащие к одной серии, начинались и оканчивались в одни и те же часы. Все эти ограничения были приняты так, чтобы при произвольном изменении одного какого-либо условия механической памяти прочие условия оставались неизменными и открывалась возможность точно определить влияние данного условия. Своими опытами Эббингауз пытался проследить зависимость механической памяти от четырёх условий:
1. объёма заучиваемого материала, или числа слогов;
2. числа сделанных повторений;
3. промежутка времени между заучиванием ряда слогов и его воспроизведением;
4. способа построения слоговых рядов.

Единицей прочности запоминания он брал число повторений, необходимых для безошибочного воспроизведения данного ряда. Схема его опытов была чрезвычайно проста. Он изменял по определённому плану одно какое-либо условие запоминания, например длину ряда, и замечал, как отражается это изменение на числе повторений, необходимых для заучивания до возможности безошибочного воспроизведения. Главнейшие результаты опытов следующие:
1. Кривая забывания. Под влиянием времени ряды, однажды заученные, забываются, причём забывание сначала происходит очень быстро, а потом начинает происходить все медленнее и медленнее. При заучивании рядов устанавливается ассоциация между слогами или вообще фактами не только прямая, но и обратная, не только между смежными слогами, но и разделёнными один от другого большим или меньшим числом промежуточных членов.
2. С увеличением количества заучиваемого материала увеличивается и количество работы, но увеличивается не прямо пропорционально, а в большей степени.
3. В пределах 64 повторений сбережение работы через 24 часа равняется приблизительно 1/3 первоначальной работы.

Полученные автором результаты нашли блестящее подтверждение и дальнейшее развитие в работах гёттингенского профессора Георга Э. Мюллера (1850—1934) и его учеников — Пильзекера, Фридриха Шумана, Иоста и Стэфенса. Из других сочинений Эббингауза заслуживает внимания «Grundzüge der Psychologie».

### Список произведений
- Очерк психологии / Под. ред. К. И. Поварнина. — Доп. перевод с 3-го нем. издания. — СПб.: Изд-во О. Богдановой, 1911. — 242 с.
- Основы психологии: В 2 частях = Grundzüge der Psychologie / Под. ред. В. С. Серебреникова и Э. Л. Радлова. — Пер. со 2-го нем. издания. — СПб.: Общественная Польза, 1912. — 660 с.